# Sun Public License
Die Sun Public License (SPL) ist eine Open-Source-Lizenz, die Software und APIs von Sun Microsystems abdecken soll (zum Beispiel NetBeans). Die Lizenz wird von der Free Software Foundation (FSF) als eine Freie-Software-Lizenz sowie von der Open Source Initiative (OSI) als eine Open-Source-Lizenz anerkannt. Die SPL wurde von der Mozilla Public License abgeleitet.
Sun Microsystems verwendet eine weitere Open-Source-Lizenz, die Sun Industry Standards Source License (SISSL) (ehemals für OpenOffice.org). Allerdings wird diese Lizenz in Zukunft nicht mehr weiterverwendet. Sun möchte die Flut an unterschiedlichen Lizenzen mit ähnlichen Hintergründen in Zukunft deutlich eindämmen und folgt damit dem Unternehmen Intel, die ebenfalls ihre Hauslizenz Intel Open Source License einstampfen will.